# Eskimo-nevel
De Eskimo-nevel (ook wel NGC 2392) is een planetaire nevel in het sterrenbeeld Tweelingen. Het hemelobject ligt ongeveer 5.000 lichtjaar van de Aarde verwijderd en werd op 17 januari 1787 ontdekt door de Duits-Britse astronoom William Herschel.

## Synoniemen
- NGC 2392
- GC 1532
- H 4.45
- h 450
- PK 197+17.1